# Островская, Надежда Ильинична
Надежда Ильинична Островская (1881, Киев — 4 ноября 1937, Сандармох, Карельская АССР) — советский политический деятель, член ВЦИК.

## Биография
Родилась в 1881 году в Киеве в семье врача Ильи Давидовича Островского (1855—?), выпускника Императорского университета Святого Владимира (1882), специалиста в области зубных и глазных болезней, впоследствии (не позднее 1890 года) вольнопрактикующего врача в Ялте. Илья Островский изучал эсперанто с 1892 года вместе со своей десятилетней дочерью и позже стал одним из самых активных эсперантистов, с 1893 года был корреспондентом нюрнбергского журнала «La esperantisto», делегатом первого всемирного конгресса эсперантистов в Булонь-Сур-Мер (1905), основателем, издателем и редактором первого в России специализированного журнала «Эсперанто» (1905—1922), избирался старостой городского еврейского молитвенного дома. С 1896 года семья жила в собственной вилле «Эсперанто» на берегу моря на Николаевской улице в Ялте, им также принадлежали три доходных дома в Народном переулке.
Окончила Ялтинскую женскую гимназию.

### Революционная деятельность и эмиграция
В 1901 году вступила в РСДРП. В 1905 году — член Ялтинского комитета РСДРП. Активная участница революции 1905−1907 годов в Крыму. В 1907 году по поручению ЦК партии вернулась в Крым для ведения пропагандистской работы, в том же году вошла в состав Севастопольского комитета РСДРП, вела агитацию среди моряков Черноморского флота в Севастополе.
В 1907−1914 годах — в эмиграции. Первое время жила в Париже, где обучалась скульптуре у французского мастера Антуана Бурделя, жила в мастерских художников «La Ruche (Улей)». Затем переехала в Женеву. В 1914—1916 годах жила в Москве и Петрограде.

### Русская революция и гражданская война
В 1917 году — участница VII Всероссийской конференции большевиков, работала в Военной организации при ЦК РСДРП(б), член Севастопольского Совета (Таврическая губерния), председатель Севастопольского комитета РСДРП(б) (Таврическая губерния), партийная кличка «товарищ Нина». С ноября 1917 года — член Таврического губернского комитета РСДРП(б). С декабря 1917 года — член Военно-революционного комитета Крыма. С июля 1917 года — заместитель председателя ЦИК Кубано-Черноморской Советской Республики. В 1917—1918 годах — председатель Севастопольского ВРК.
По мнению авторов эмиграции и историков антикоммунистического направления, Островская руководила казнями в Севастополе и Евпатории. Владимир Игнатов в книге «Палачи и казни в истории России и СССР» описывает казни в Евпатории 18 января 1918 года развернувшиеся после убийства офицерами секретаря городского комитета РСДРП(б) Д. Л. Караева. На рейде стояли крейсер «Румыния» и транспорт «Трувор»:

«Офицеры выходили поодиночке, разминая суставы и жадно глотая свежий морской воздух. На обоих судах к казням приступили одновременно. Светило солнце, и толпа родственников, жен и детей, столпившихся на пристани, могла видеть все. И видела. Но их отчаяние, их мольбы о милосердии только веселили матросов». За двое суток казней на обоих кораблях было уничтожено около 300 офицеров. Некоторых офицеров сжигали живьем в топках, а перед убийством мучили 15—20 минут. Несчастным отрезали губы, гениталии, иногда руки и бросали в воду живыми. Семья полковника Сеславина в полном составе стояла на пирсе на коленях. Полковник не сразу пошел на дно, и с борта корабля его застрелил матрос. Многих полностью раздевали, связав руки и оттянув к ним голову, бросали в море. Тяжело раненного штаб-ротмистра Новацкого после того, как с него сорвали присохшие к ранам кровавые бинты, заживо сожгли в топке корабля. С берега за издевательством над ним наблюдали жена и 12-летний сын, которому она закрывала глаза, а он дико выл. Казнями руководила «худенькая стриженая дамочка» учительница Надежда Островская.

С февраля 1918 года — член Центральной коллегии по эвакуации Петрограда. С мая 1918 года — член Чрезвычайного Черноморского революционного комитета по обороне Новороссийского района. В марте 1918 года — делегат VII съезде партии, затем командируется на юг с новым «ответственным поручением». С апреля 1919 года — заведующая Политическим отделом запасных частей 10-й армии. С ноября 1919 года по 1920 год — представитель ЦК РКП(б), инструктор НКВД РСФСР агитационного поезда имени В. И. Ленина Военного отдела ВЦИК.

### Партийная деятельность
С 1920 года — на партийной, кооперативной, советской работе, член коллегии Отдела работниц Исполнительного комитета Коммунистического Интернационала. В 1928 году была исключена из ВКП(б) как троцкистка. Затем — руководитель группы мирового хозяйства Института экономических исследований Народного комиссариата связи СССР.

### Репрессии
Арестована. 22 февраля 1933 года осуждена на 3 года ссылки в Йошкар-Олу. 7 июня 1935 года осуждена на 3 года ссылки в Таджикскую ССР. 20 октября 1935 года вновь арестована по обвинению по статьям 17, 58, п. 8, 58, п. 11 (Организатор троцкистской группы в г. Горьком). 20 ноября 1936 года приговорена к 10 годам лишения свободы и пяти годам поражения в правах. Расстреляна 4 ноября 1937 года у с. Сандармох в Карельской АССР. Реабилитирована 27 июля 1965 года постановлением Президиума Ленгорсуда.